# (35370) Daisakyu
(35370) Daisakyu est un astéroïde de la ceinture principale.

## Description
(35370) Daisakyu est un astéroïde de la ceinture principale. Il fut découvert le 29 octobre 1997 à Saji par l'observatoire de Saji. Il présente une orbite caractérisée par un demi-grand axe de 2,26 UA, une excentricité de 0,15 et une inclinaison de 3,5° par rapport à l'écliptique.

## Compléments